# شهرستان فیودوروفسکی (استان ساراتوف)
شهرستان فیودوروفسکی (به لاتین: Fyodorovsky District) یک شهرستان در روسیه است که در استان ساراتوف واقع شده‌است.